# Elezioni presidenziali in Niger del 1993
Le elezioni presidenziali in Niger del 1993 si tennero il 27 febbraio (primo turno) e il 27 marzo (secondo turno).

## Risultati
| Candidati                  | Partiti                                                             | I turno   | I turno | II turno  | II turno |
| Candidati                  | Partiti                                                             | Voti      | %       | Voti      | %        |
| -------------------------- | ------------------------------------------------------------------- | --------- | ------- | --------- | -------- |
| Mahamane Ousmane           | Convenzione Democratica e Sociale                                   | 343 261   | 26,55   | 763 476   | 54,42    |
| Mamadou Tandja             | Movimento Nazionale per la Società dello Sviluppo                   | 443 233   | 34,28   | 639 418   | 45,58    |
| Mahamadou Issoufou         | Partito Nigerino per la Democrazia e il Socialismo                  | 205 707   | 15,91   |           |          |
| Moumouni Adamou Djermakoye | Alleanza Nigerina per la Democrazia e il Progresso                  | 196 949   | 15,23   |           |          |
| Illa Kané                  | Unione dei Patrioti Democratici e Progressisti                      | 32 951    | 2,55    |           |          |
| Oumarou Garba Issoufou     | Partito Progressista Nigerino - Raggruppamento Democratico Africano | 25 769    | 1,99    |           |          |
| Omar Katzelma Taya         | Partito per il Socialismo e la Democrazia in Niger                  | 23 565    | 1,82    |           |          |
| Djibo Bakary               | Sawaba                                                              | 21 662    | 1,68    |           |          |
| Totale                     | Totale                                                              | 1 293 097 | 100     | 1 402 894 | 100      |